# Běloruská lidová republika
Běloruská lidová republika (někdy též Běloruská národní republika, bělorusky Белару́ская Наро́дная Рэспу́бліка) byla běloruským státem, prohlášeným za nezávislý 25. března 1918. Nebyla uznána většinou zemí a přestala existovat poté, co kontrolu nad ní v lednu 1919 převzali Sověti a nahradili ji Běloruskou SSR. Představitelé BNR později vytvořili vládu v exilu.

## Historie
Běloruská lidová republika byla vyhlášena 25. března 1918 během první světové války, kdy bylo Bělorusko okupováno Německem na základě Brestlitevského míru jako součást realizace německého plánu na ovládnutí států střední Evropy.
BNR se nikdy nestala skutečným státem: neměla ústavu, armádu (ačkoliv jsou doloženy pokusy o její vytvoření), definované území atd. Poté, co se německé vojsko stáhlo z území Běloruska a Rudá armáda se na něj začala přesouvat za účelem vytvoření Běloruské sovětské socialistické republiky, v prosinci 1918 Rada BNR (Shromáždění) přesídlila do Hrodna, které bylo centrem poloautonomního běloruského regionu uprostřed Litevské republiky. Během následující polské invaze v roce 1919 odešla Rada do exilu a pomáhala protikomunistickému hnutí v zemi v průběhu 20. let 20. století. Za oficiláního představitele Běloruska byla uznána Německem, Litvou a Československem.
Běloruská exilová vláda existuje dosud. Podobné vlády v exilu v sousedních zemích (Litva, Polsko a jiné) vrátily své představitele do odpovídajících nezávislých vlád v 90. letech, po rozpadu Sovětského svazu, což však Běloruské shromáždění neudělalo, protože považuje současnou běloruskou vládu prezidenta Alexandra Lukašenka za protiběloruskou, nedemokratickou a zaměřenou proti nezávislosti Běloruska.

## Území
Ve Třetí ústavní smlouvě byla jako území BNR vyhlášena tato: Mogilevská gubernie (provincie), stejně jako běloruské části Minsku, Hrodně (včetně Bílého stoku), Vilnius, Vitebsk a Smolenská gubernie a části hraničních gubernií obydlených Bělorusy odmítajících rozdělení běloruského území mezi Německo a Rusko. Tato území byla určena na základě většinového zastoupení Bělorusů podle demografických průzkumů, ačkoliv na nich žil i velký počet Litevců, Poláků a lidí mluvících běloruskými, litevskými a polskými nářečími, stejně jako mnoho Židů, kteří žili většinou ve městech (v některých městech tvořili většinu). Mateřským jazykem některých Židů byla ruština, ostatní mluvili jazykem jidiš.

## Prezidenti
Předsedové Shromáždění BNR:
- Jan Sierada (1918–1919)
- Piotra Kreceuski (1919–1928)
- Vasil Zacharka (1928–1943)
- Mikola Abramčyk (1944–1970)

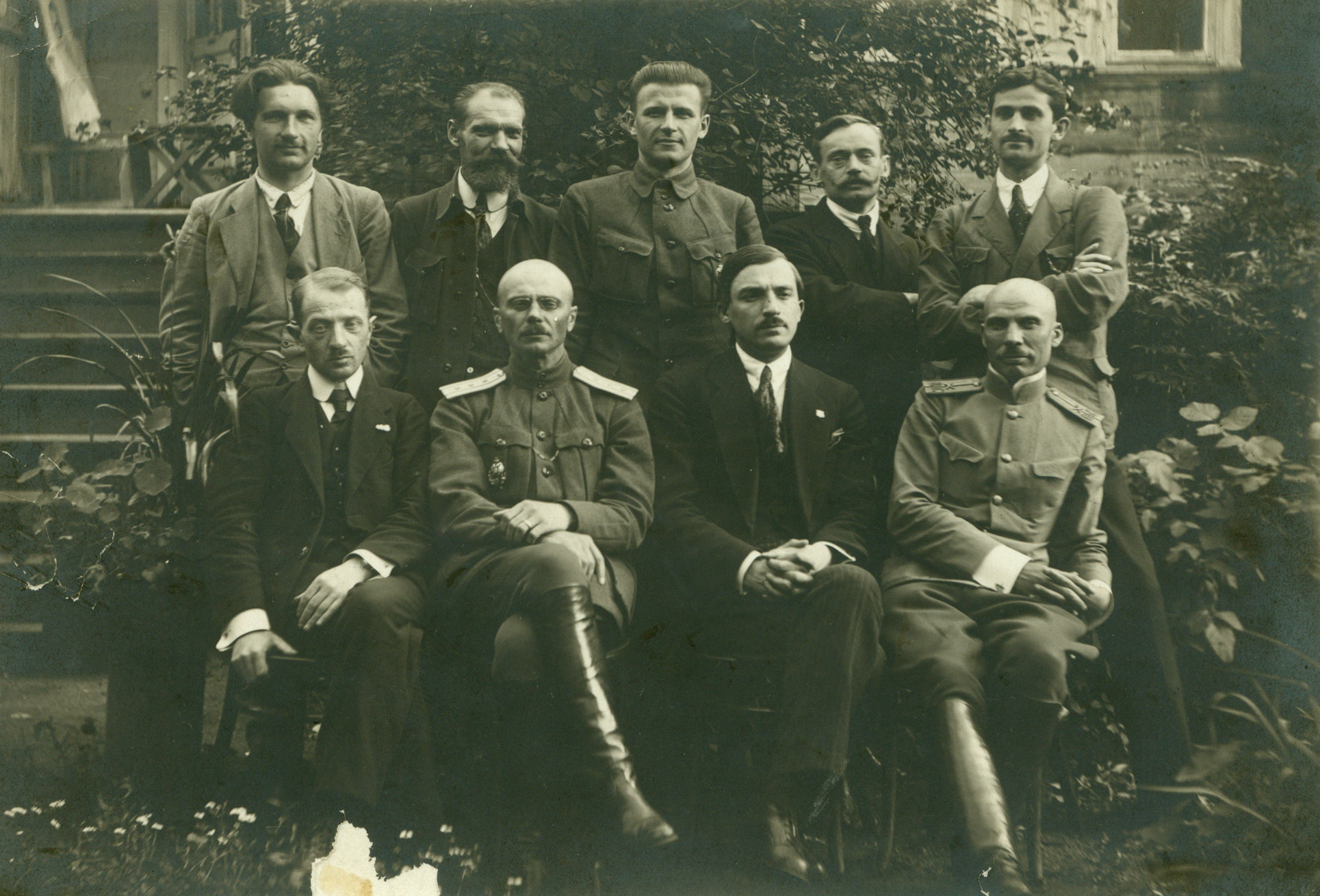
První vláda BNR

- Vincent Žuk-Hryškievič (1970–1982)
- Jazep Sažyč (1982–1997)
- Ivonka Survilla (1997–dosud)

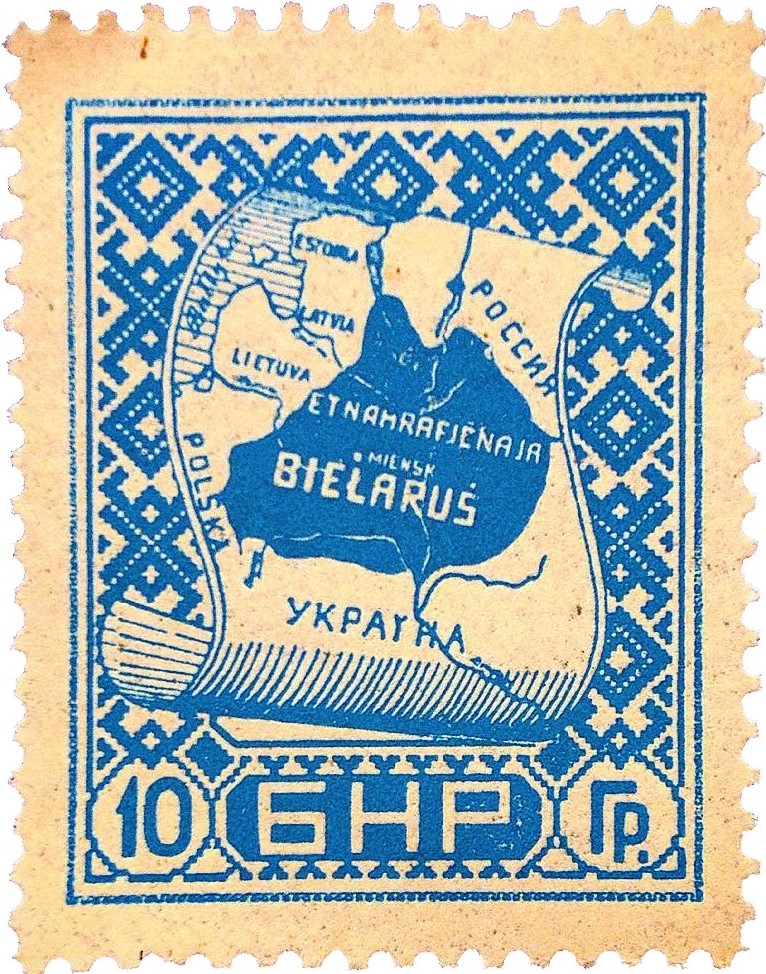
Poštovní známka BNR. 10 hr.
Poštovní známka BNR. 25 hr.

## Archivy
V roce 1988 publikoval běloruský lingvista a překladatel Siarhiej Shupa dvousvazkovou sbírku archivů BNR. Celkový obsah těchto dvou svazků je více než 1700 stránek. V podstatě jde o zpracování a přepracování dokumentů z litevského archivního fondu ve Vilniusu a tvoří zhruba 60 % všech oficiálních dokumentů BNR od roku 1918. Dalších 20 % oficiálních dokumentů BNR je uloženo v archivech v Minsku, zbylých 20 % zůstává na neznámém místě.